# Mikaela Kumlin Granit

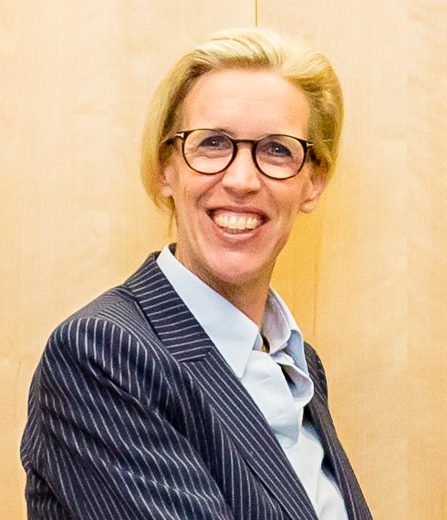
Mikaela Kumlin Granit, 2018

Mikaela Ruth Gunilla Kumlin Granit (* 1. November 1967 in Stockholm) ist eine schwedische Diplomatin. Sie war von 2018 bis 2021 die schwedische Botschafterin in Österreich und von 2021 bis 2023 die schwedische Botschafterin im Vereinigten Königreich. Seit 2023 ist sie die schwedische Ständige Vertreterin bei der Europäischen Union.

## Leben
Schon ihr Vater war Diplomat, deshalb wuchs Mikaela Kumlin Granit zum Teil in Frankreich und Thailand auf. Sie besuchte von 1984 bis 1987 das Öster-Real-Gymnasium in Stockholm. Von der Universität Stockholm erhielt sie 1992 einen Bachelor of Science in Wirtschaftswissenschaft. Sie besuchte auch das Knox College.
Sie ist International Gender Champion.
Mikaela Kumlin Granit ist verheiratet und hat drei Kinder.

## Diplomatischer Werdegang
Ihren ersten Auslandseinsatz für das schwedische Außenministerium hatte sie von 1997 bis 1999 als zweite Botschaftssekretärin in der schwedischen Botschaft in Harare. Im Anschluss war sie für fünf Jahre erste Sekretärin in der Botschaft in Washington, D.C.
Von 2007 bis 2010 war sie Direktorin des Büros des schwedischen Ministerpräsidenten Fredrik Reinfeldt, danach war sie bis 2012 Beraterin von Herman Van Rompuy, dem Präsidenten des Europäischen Rates. Zurück in Schweden war sie von 2012 bis 2018 stellvertretende Leiterin der Abteilung für Europaangelegenheiten im Außenministerium.
Im Oktober 2018 wurde sie als Nachfolgerin von Helen Eduards zur schwedischen Botschafterin in Wien ernannt. Mitakkreditiert war sie für die Slowakei und bis 2019 auch für Slowenien. Zusätzlich war sie von September 2019 bis September 2020 Vorsitzende des Gouverneursrats der Internationalen Atomenergie-Organisation (IAEO). Seit Oktober 2018 ist sie als ständige Vertreterin sämtlicher UN-Organisationen mit Sitz in Wien auch Vertreterin bei der Organisation der Vereinten Nationen für industrielle Entwicklung (UNIDO).
Im April 2021 wurde bekannt, dass sie die neue schwedische Botschafterin im Vereinigten Königreich wird, als Nachfolgerin von Torbjörn Sohlström. Die Stelle trat sie im August 2021 an. Im August 2023 trat sie ihre neue Position als die Ständige Vertreterin Schwedens bei der Europäischen Union in Brüssel an.